# Victor Lanjuinais

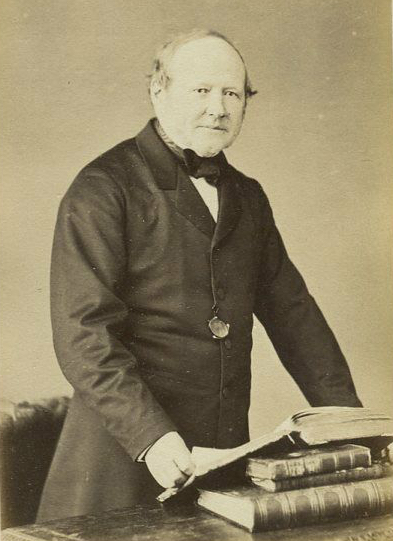
Victor Ambroise Lanjuinais

Victor Ambroise, Vicomte de Lanjuinais (* 5. November 1802 in Paris; † 1. Januar 1869 in Paris) war ein französischer Politiker. Vom 2. Juni bis 31. Oktober 1849 war er Landwirtschafts- und Handelsminister und gehörte Ende 1851 zu den Gegnern des Staatsstreichs Napoleons III.

## Abstammung und Karriere während der Julimonarchie
Victor Ambroise Lanjuinais war der jüngere Sohn des französischen Politikers Jean-Denis Lanjuinais (1753–1827) und Bruder von Paul Eugène Lanjuinais (1799–1872). Er studierte zu Paris Rechtswissenschaften, wurde bereits 1821 Advokat, was er bis 1830 blieb, um dann Substitut des königlichen Staatsprokurators am Ziviltribunal der Seine zu werden. Auch erhielt er das Generalsekretariat an der Postverwaltung, aber seine fortschrittliche Gesinnung brachte ihn schon 1831 um seine Stellen. Am 17. Februar 1838 wurde er vom 3. Kollegium des Départements Loire-Inférieure (Pont-Rousseau, einem Stadtteil von Rezé) anstelle von Adolphe Billault in die Deputiertenkammer gewählt und der König verlieh ihm das Kreuz der Ehrenlegion. Am 2. März 1839, 9. Juli 1842 und 1. August 1846 wurde sein Mandat erneuert.
Lanjuinais gehörte der gemäßigten Opposition an, stimmte meist mit der tiers-parti und trat moderat gegen die Politik Guizots auf. Er war für die Unvereinbarkeit mehrerer Ämter in einer Person und die Aufnahme der Kapazitäten in die Wahlkollegien, hingegen bekämpfte er die prinzlichen Dotationen und die Errichtung neuer Befestigungen, rügte die Brandmarkung einiger legitimistischer Deputierten, stimmte gegen die Indemnität Pritchards und enthüllte auf der Tribüne die Unterschleife Beniers in der Verproviantierung der Armee.
1845 kaufte Lanjuimais mit seinem Freund Alexis de Tocqueville, dessen Hang zu Reisen er teilte, und mit Corelle das Journal Le Commerce, in dem er insbesondere ökonomische und maritime Fragen behandelte. Ihn beunruhigte ebenso wie Tocqueville das Schicksal der französischen Kolonie Algerien, wo sich die beiden Freunde 1846 wiedertrafen. Aus Überzeugung widersetzte sich Lanjuinais 1847, obgleich ein Mann der Opposition, eifrig den von kritischen Regimeanhängern und republikanisch gesinnten Gegnern der Julimonarchie organisierten politischen Reformbanketten, bei denen teilweise heftige Attacken gegen die Regierung geritten wurden, und lehnte den Besuch eines solchen am 9. Juni 1847 im Château-rouge abgehaltenen Banketts ab. Allerdings sprach er sich zugunsten des Antrags für eine Wahlreform aus.

## Rolle in der Konstituante 1848
Nach der Februarrevolution 1848 sandte das Département Loire-Inférieure Lanjuinais im April 1848 in die konstituierende Nationalversammlung; er war mit rund 113.000 Stimmen der Erste auf der Liste gewesen. Obgleich ein Freund der konstitutionellen Monarchie, diente er aufrichtig der Republik, die sich nun in seinem Vaterland etabliert hatte. Er wurde Mitglied und erster Sekretär des Finanzausschusses, bekämpfte energisch die sozialistischen Meinungen, trat für die ökonomischen Lehren der liberalen Schule ein und gehörte zur gemäßigten Rechten. Mit dieser stimmte er unter anderem für die Strafverfolgung von Blanc und Caussidière, für die Wiedereinführung der Schuldhaft, gegen das Recht auf Arbeit, gegen die Amnestie, für das Verbot politischer Klubs und gegen die Abschaffung der Getränkesteuer.
Lanjuinais war ein Gegner der Verwendung von allzu viel Papiergeld und plädierte für Deckung des Defizits durch die Konsolidierung der Schatzanweisungen und Sparkassenbücher und durch die Ausgabe einer Anleihe von 200 Millionen Francs in Renten auf den Staat. Lasteyrie und Berryer unterstützten seine Vorschläge, die lebhaft angegriffen wurden, und er drang durch, da d’Argout, Gouverneur der Bank von Frankreich, und der Syndikus der Börsenmakler seine Ansicht teilten.
Es wurden Lanjuinais auch Berichterstattungen über Sparkassen, Schatzanweisungen und Gründung neuer Banken übertragen. Er saß ferner in der Untersuchungskommission, die nach den Urhebern der Unruhen vom 15. Mai 1848 und des Aufstands vom 23. Juni 1848 fahndete, und stimmte mit der Majorität für die Bestrafung der Schuldigen. Als nach der Verabschiedung der Verfassung Rateau im Namen der Rechten die Auflösung der Konstituante forderte und sich die Linke diesem Ansinnen heftig widersetzte, suchte Lanjuinais im Januar 1849 neue Kollisionen der Parteien zu verhüten, indem er zu Rateaus Antrag das Amendement stellte, die Konstituante möge sich freiwillig auflösen, nachdem sie für das Wahlgesetz votiert habe. Sein Kompromissvorschlag ging durch.

## Minister der Zweiten Republik
Bei den im Mai 1849 abgehaltenen Generalwahlen für die legislative Nationalversammlung wurde Lanjuinais übergangen, weil er einflussreichen, streng royalistisch gesinnten Wahlwerbern des Départements Loire-Inférieure keine Versprechungen abgeben wollte, dass er sich für die Wiederherstellung des Königtums einsetzen werde. So zog er sich aufs Land zurück. Aber bereits am 2. Juni 1849 erfolgte seine Ernennung zum Handels- und Landwirtschaftsminister im Kabinett Odilon Barrots. Durch die Unterstützung der Union électorale kam er bei den Ergänzungswahlen in Paris am 8. Juli auch in die Legislative; er war der Listenerste, hatte selbst mehr Stimmen als Louis Lucien Bonaparte, nämlich 127,556, und nahm seinen Sitz bei der gemäßigten Rechten.
Interimistisch ersetzte Lanjuimais auch Falloux im Ministerium des öffentlichen Unterrichts und erwirkte den Bischöfen die Erlaubnis, sich aus freien Stücken 1849 zu Provinzialsynoden versammeln zu dürfen, wobei sich die Regierung alle ihr durch das Konkordat zustehenden Rechte unversehrt wahrte. Als Handelsminister setzte Lanjuinais die Verminderung der Quarantäne für aus der Levante kommende Schiffe durch. Er ordnete auch die Aufhebung des Monopols der Pariser Bäckereien an, doch wurde diese erst in den letzten Tagen seiner Regierungsbeteiligung getroffene Entscheidung noch vor ihrer Umsetzung von seinem Nachfolger zurückgenommen.
Als Anhänger der parlamentarischen Regierung konnte sich Lanjuinais nicht mit der persönlichen Politik des Prince-Président (Prinz-Präsident) Louis Napoléon Bonaparte anfreunden und legte ebenso wie Odilon Barrot am 31. Oktober 1849 seine Ämter nieder. Seitdem schloss er sich in der gesetzgebenden Versammlung der republikanisch gesinnten Minorität an. Er nahm an mehreren Kommissionen von Belang teil, so an jener mit der Untersuchung der Marine beauftragten, wurde Präsident und Berichterstatter der Kommission, die Produktion und Verbrauch des Schlachtfleisches prüfte, und entwarf für sie einen Generalbericht, wie er einen Spezialbericht über die Ergänzung der Seesoldaten verfasste. 1852 publizierte G. Hubbard seine nationalökonomischen Werke; er schrieb mancherlei, so 1865 in der Revue des Deux Mondes über Nouvelles recherches sur la question de l’or und die Biographien seines Vaters (Notice sur la vie et les ouvrages de J.-D. Lanjuinais, 1832) und seines älteren Bruders (Notice hist. sur Paul-Eugène, comte de Lanjuinais, 1848).

## Laufbahn während des Zweiten Kaiserreichs
Am 14. Januar 1851 erstattete Lanjuinais für die Kommission Bericht, die wegen der Maßregeln beriet, die nach der Absetzung des Generals Nicolas Changarnier zu ergreifen seien, und die Ausführungen der Kommission enthielten manchen Tadel des Ministeriums, das nun fiel. Im Juli stimmte er gegen die von Louis Napoléon gewünschte Verfassungsrevision, die eine unbegrenzte Wiederwahl des Staatsoberhaupts ermöglichen sollte, und am 17. November für den Quästoren-Antrag, sodass der Prinz-Präsident genau wusste, wie wenig er für ihn eingenommen war.
Am 2. Dezember 1851 begab sich Lanjuinais mit einer Reihe Genossen zu Odilon Barrot, wo sie einen Protest gegen den Staatsstreich Louis Napoléons erließen und ihn für abgesetzt erklärten. Dann ging er auf die Mairie des 10. Arrondissements, nahm hier an allen Schritten der versammelten Gegner des Präsidenten teil und unterzeichnete den Protest gegen ihn. Soldaten trieben die Versammlung auseinander, und Lanjuinais wurde verhaftet und nach Vincennes geschafft, aber schon am 5. Dezember wieder freigelassen.
In der Folge enthielt sich Lanjuinais lange aller öffentlichen Funktionen, da er keinen politischen Eid schwören wollte, und lehnte 1857 die ihm von der Opposition angebotene Kandidatur für den gesetzgebenden Körper ab. Erst 1863 nahm er ein Mandat in diesen von der Opposition an; der zweite Wahlkreis der Loire-Inférieure wählte ihn am 1. Juni dieses Jahres mit 12,248 von 24,048 Stimmen ins Parlament. Im Mai 1864 trennte er sich von seinen Kollegen von der Linken, um mit Émile Ollivier das sog. Koalitionsgesetz zu unterstützen. 1864 bildete er auch mit Ollivier und Darimon eine imperialistische Linke. Er starb am 1. Januar 1869 in Paris im Alter von 66 Jahren und wurde in der Familiengruft auf dem Friedhof Père-Lachaise beigesetzt.